# Perdita albipennis
Perdita albipennis är en biart som beskrevs av Cresson 1868. Perdita albipennis ingår i släktet Perdita och familjen grävbin. Inga underarter finns listade i Catalogue of Life.